# Kleine-Gartmanplantsoen 10

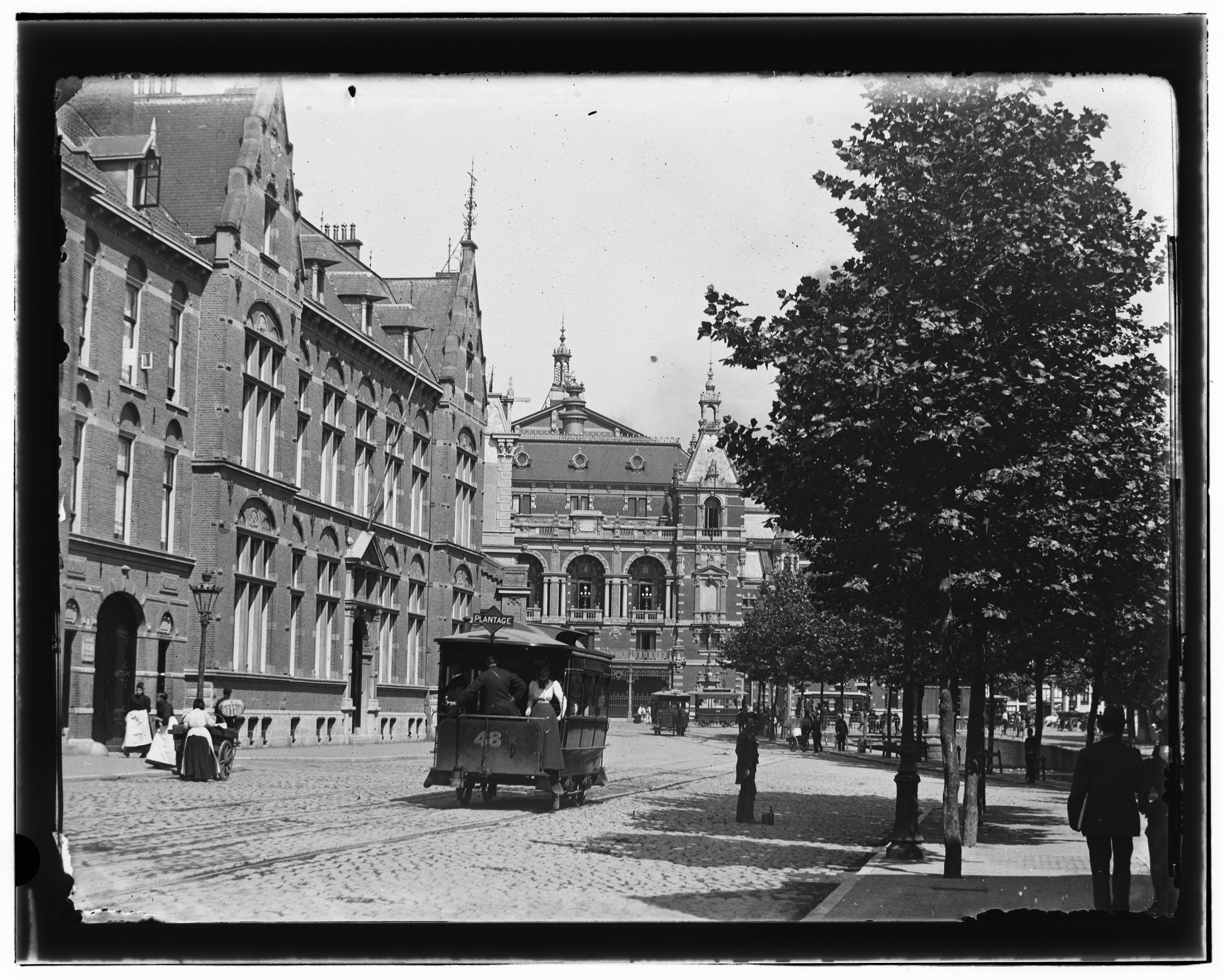
Het kantongerecht aan het water
Jacob Olie (1901)

Kleine-Gartmanplantsoen 10 is een gebouwencomplex aan het Kleine-Gartmanplantsoen in Amsterdam-Centrum. Het bood dak aan het kantongerecht van Amsterdam, vanaf 1982 is het in gebruik bij De Balie.

## Achtergrond
In 1891 verhuisde de strafgevangenis op verzoek van de Nederlandse regering van de Weteringschans naar de Havenstraat. Rijk en gemeente wisten vervolgens niet wat de met de oude gevangenis aan moesten. Amsterdam zocht wel een plaats voor een kantongerecht, maar dan het liefst op een nieuwe plaats met een nieuw gebouw. Het Rijk kwam vervolgens met het idee om de voormalige strafgevangenis om te bouwen tot Huis van Bewaring en op het voormalige voorplaats een nieuw gebouw neer te zetten dat onderdak kon bieden aan het kantongerecht. Het ontwerp kwam van de rijksgebouwendienst in de persoon van architect Willem Cornelis Metzelaar. Het gebouw werd geplaatst aan de Weteringschans dat destijds nog de westkade vormde van de Lijnbaansgracht.

## Het gebouw
Het Algemeen Handelsblad van 30 april 1891 omschreef het gebouw als volgt. Het gebouw heeft een voorgevel van 31,50 meter breedte. Ten noorden zou ze belend worden door een lagere school (deze lagere school werd later opgeslokt door het bouwterrein van het Hirschgebouw), ten zuiden door het Huis van Bewaring. Doordat de Weteringschans hier schuin wegloopt, moest de rooilijn ook schuin komen te liggen. Achter de voorgevel lag een ruime toegangshal, die op zich weer toegang gaf tot een voorhal van 18,80 bij 8,35 meter met een terrazzovloer. Tegenover de toegang kwam en dubbele trap, die naar de bovenverdieping voerde. Via het trappenhuis kon men via tochtvrije deuren toegang krijgen tot lange gangen, die de volle diepte van het gebouw lieten bereiken. Tussen die twee werd de rechtszaal geplaatst van 15,50 bij 9,50 meter, die tot 3 meter hoogte betimmerd zou worden met Koperwijks vurenhout (uit het Zweedse Kopervik). De vloer werd hier en daar verhoogd uitgevoerd. Tussen de gangen en de buiten-/zijgevels werden vier kamers geschapen voor de behandeling van burgerlijke zaken, het eerste tot en met vierde kantoor. Achter de voorgevel bevonden zich op de begane grond en eerste verdieping de diverse bureaus en kamers voor rechters, griffiers en kantoren van het Openbaar Ministerie.
De symmetrische voorgevel wordt voornamelijk uit baksteen opgetrokken met hier en daar een versiering in natuursteen. Er werd rode- en geelbruine alsmede blauwe metselstenen gebruikt. De ramen zijn rechthoekig, maar krijgen elk een boogconstructie aan de bovenzijde. De beide uiteinden van het gebouw krijgen een risaliet , breedte 6,34 meter, met daarop een topgevel. De beide topgevels dragen bovenaan twee ronde versieringen met daarin de jaartallen 1891 en 1892. Boven de ingang met aan weerszijden een pilaster dan wel halfkolom is een fries te vinden met het koninklijk wapen. Tussen beide topgevels bevindt zich een mansardedak met drie dapkapellen. Het Algemeen Handelsblad meldde dat het gebouw eruitzag als een luxe uitvoering van de vele scholen voor armoedige kinderen, die in groten getale in de stad uit de grond werden gestampt. Ten zuiden het gebouw kwamen voor de omgebouwde gevangenis nog enkele woningen voor portiers, directeur en geneesheren, maar deze werden neergezet in de uitvoering van de kazernewoningen voor (arme) arbeiders, die veelvuldig aan de Marnixstraat waren verschenen. De conclusie van het Algemeen Handelsblad was dat het gebouw niet zou bijdragen aan de schoonheid van de plek.

## Omgeving
Het gebouw zag de omgeving diverse keren veranderen. Van 1910 tot en met 1912 werd het dan nieuwe Hirschgebouw neergezet, ook weer op steegbreedte van de zuidelijke zijgevel. Rond 1915 werd het stuk Lijnbaansgracht gedempt en kreeg de naam Kleine-Gartmanplantsoen, dat sinds de aanleg nog weleens van inrichting wijzigde. In 1935 verscheen aan de overkant het City Theater. Al in 1965 kwamen er plannen om het gehele complex inclusief buurman Paradiso te slopen. Op de plaats moesten twee hotels, een van Bouwes Hotel en een van Sheraton komen. Het gehele plan ging niet door. Er werd vervolgens tien jaar over de plannen gesproken waarbij met name CPN tegen was. De redenen waren daarbij dat Amsterdam een overcapaciteit had aan hotelbedden en dat buurtbewoners veel geld moesten betalen voor parkeerruimte, maar hotelgasten gratis konden parkeren. Er waren diverse actiegroepen die de Bouwes dwarszaten, een daarvan was Bouwes wat anders onder de noemer 'Prat op het plein'. Het probleem loste zichzelf op want in 1982 ging Bouwes Hotel, bekend van het hotel in Zandvoort failliet. Rond die tijd nam Felix Rottenberg het initiatief om van het gerechtsgebouw een theater te maken, hetgeen na enige strubbelingen gebeurde; De Balie kwam van de grond. Het cellencomplex ging pas in 1988 tegen de vlakte om plaats te maken voor het Max Euweplein. Ook in het begin van de 21e eeuw is de ruimte voor de deur onderhevig aan wijzigingen bij een algemene herinrichting van de buurt. Het enige dat ongewijzigd bleef was de Lijnbaansgracht die nog steeds in een overkluizing langs de voordeur stroomt.